# Patrick Timsit
Patrick Simon Timsit, (Argel, 15 de julho de 1959) é um ator, diretor e roteirista francês.
Filho de pais judeus, emigram para a França, instalando-se em Paris. Chega a trabalhar em imobiliária mas dedica-se a apresentações humorísticas. Sua estreia no cinema foi com Une époque formidable..., em 1991.